# Departamentul Leboumbi-Leyou
Departamentul Leboumbi-Leyou este un departament din provincia Haut-Ogooué  din Gabon. Reședința sa este orașul Moanda.